# Tárnok Zoltán
Tárnok Zoltán (1977-ig Farkasházi Zoltán) (Pestszenterzsébet, 1943. november 8.– 2020. október 20.?) József Attila-díjas magyar író, szerkesztő.

## Életpályája
1963–1968 között az ELTE BTK magyar-történelem szakos hallgatója volt. 1968–1975 között nevelőtanár, majd szakszervezeti kulturális munkatárs volt. 1975–1980 között, valamint 1983 óta szerkesztője és olvasószerkesztője volt a Kortárs folyóiratnak. 1980–1983 között a Mozgó Világ rovatvezetője, majd olvasószerkesztője volt.

## Művei
- Végjátékok (elbeszélések, 1977)
- Szédülés (elbeszélések, 1985)
- Méz és méreg (kisregény, 1993)
- Curriculum vitae. 30 kortárs magyar író önéletrajza; szerk. Tárnok Zoltán; Kortárs, Bp., 1995
- Az árnyék (kisregény, 1996)
- Távolodva. Válogatott elbeszélések; Pytheas, Bp., 2011
- Az ötödik égtáj; Kortárs, Bp., 2012
- Nehéz dió olcsó áron. Tollrajzok, lábjegyzetek, elmélkedések; Kortárs, Bp., 2018
- Kereszt a falon; Kortárs, Bp., 2018

## Díjai
- Móricz Zsigmond-ösztöndíj (1975, 1978)
- Arany János-jutalom (1997)
- József Attila-díj (2020)